# Remijia globosa
Remijia globosa är en måreväxtart som först beskrevs av Julian Alfred Steyermark, och fick sitt nu gällande namn av Charlotte M. Taylor. Remijia globosa ingår i släktet Remijia och familjen måreväxter. Inga underarter finns listade i Catalogue of Life.